# Corybantes
Corybantes es un género de lepidópteros de la familia  Castniidae. Fue descrito por Hübner en 1819.

## Especies
- Corybantes delopia (Druce, 1907)
- Corybantes mathani (Oberthür, 1881)
- Corybantes pylades (Stoll, [1782])
- Corybantes veraguana (Westwood, 1877)